# 新疆秦艽
新疆秦艽（学名：Gentiana walujewii）为龙胆科龙胆属下的一个种。

## 扩展阅读
維基物種上的相關：新疆秦艽